# 梶浦銀次郎
梶浦 銀次郎（かじうら ぎんじろう、1896年（明治29年）8月6日 - 1976年（昭和51年）6月30日）は、大日本帝国陸軍軍人。最終階級は陸軍少将。

## 経歴
京都府出身。1914年（大正3年）5月、陸軍士官学校第26期卒業。
1940年（昭和15年）8月、陸軍歩兵大佐に進級と同時に関東軍司令部附となる。1941年（昭和16年）3月、歩兵第231連隊長に補され、支那事変に出征し宜昌の警備に当たった。1945年（昭和20年）3月1日、陸軍少将に進み、同月29日、歩兵第97旅団長に転補され、当陽で警備に当たる中終戦を迎えた。
1948年（昭和23年）1月31日、公職追放仮指定を受けた。